# Типу Султан
Типу Султан (канн. ಟಿಪ್ಪು ಸುಲ್ತಾನ್, урду سلطان فتح علی خان ٹیپو‎; ноябрь 1750, Деванахалли — 4 мая 1799, Серингапатам) — мусульманский правитель (1782—1799) индийского государства Майсур со столицей в Серингапатаме (Шрирангапатнаме). В союзе с французами вёл англо-майсурские войны с Британской Ост-Индской компанией, стремясь вытеснить её из Индийского субконтинента и обеспечить свою гегемонию в Южной Индии. «Тигр Майсура» или «Лев Майсура», вдохновитель противостояния британским колонизаторам, позиционируется как национальный герой в Пакистане и в некоторых штатах Индии.

## Биография

### Наследник и военачальник Хайдера Али
Типу родился в семье Хайдера Али, в то время офицера в майсурской армии, и его второй жены, Фатимы, или Фахр-ун-Ниссы. В различных источниках фигурирует как Типу-Сагиб, Султан Фатех Али Хан Шахаб, Типу Сахиб Бахадур-хан, Типу Султан Фатих или Али Хан Бахадур Типпу Султан.
Когда Типу был ребёнком, его отец захватил власть в Майсуре. Унаследовав престол после смерти отца, он проявил себя как талантливый полководец, учёный и поэт. В отличие от оставшегося неграмотным Хайдера Али, его сын получил хорошее образование, знал несколько языков (каннада, хиндустани, фарси, арабский, английский и французский), владел большой библиотекой (включавшей рукописи Корана, «Шахнаме» с подписью самого Джаханшаха и «Энциклопедию»), тянулся к новейшим научным и техническим достижениям. При этом Типу был набожным мусульманином-шиитом, но большинство его подданных были индуистами. По просьбе французов он построил христианскую церковь — первую в Майсуре.

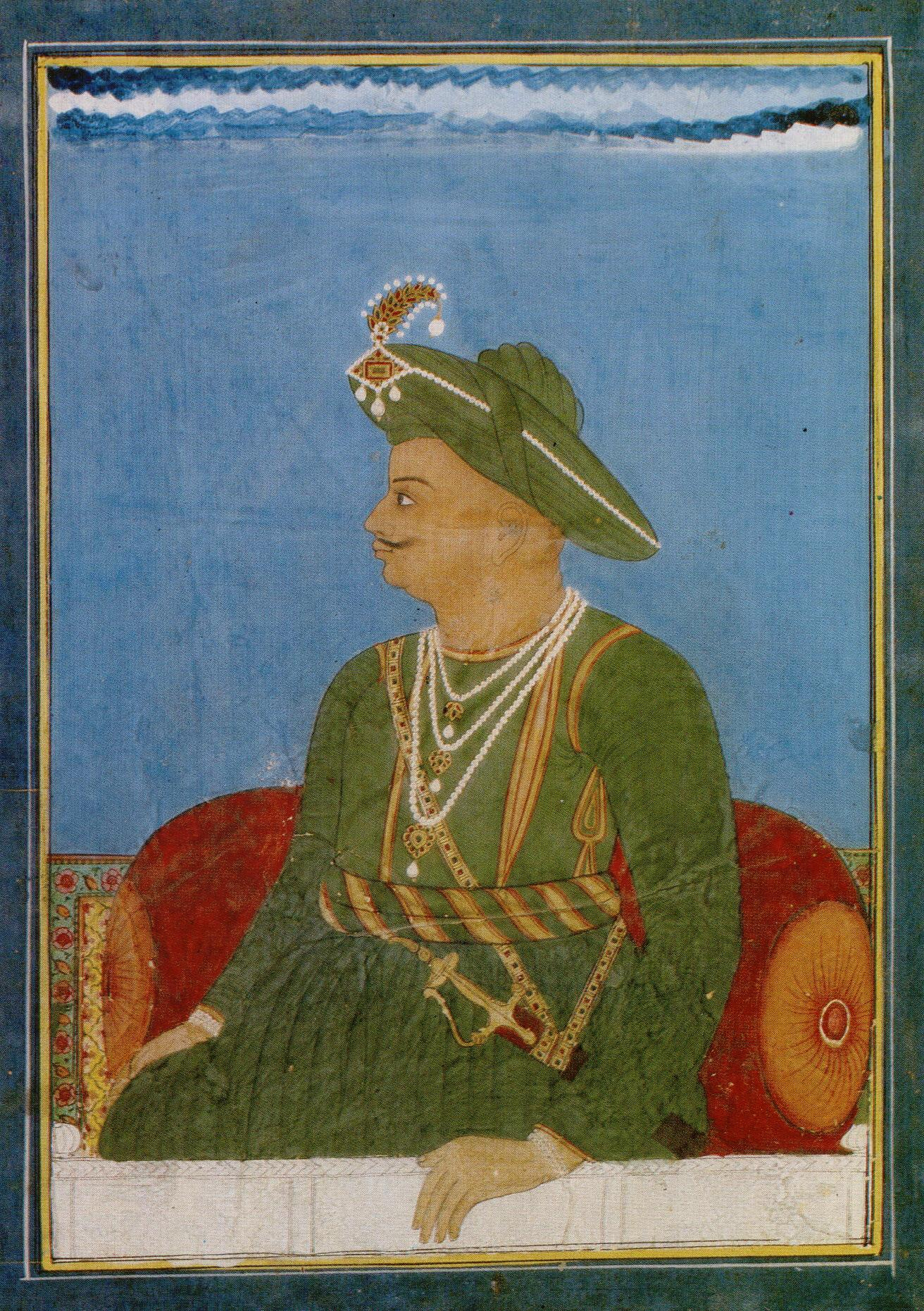
Типу Султан около 1790 года. Изображение неизвестного индийского художника.

Во внешней политике Хайдер Али и Типу Султан опирались на союз с французами. Их армии, обученные французами, успешно воевали с маратхами, правителями Малабара, Курга, Беднура, Карнатика и наирского Траванкора.
Ещё в правление своего отца Типу Султан одержал значимые победы над англичанами в первой и второй англо-майсурской войнах. Так, во время Первой англо-майсурской войны в 1766—1768 годах ещё юношей во главе конницы опустошал Каранатак. В ходе войны с маратхами в 1775—1779 годах блестяще действовал на Малабарском побережье. В начале Второй англо-майсурской войны он нанёс сокрушительное поражение английским отрядам 10 сентября 1780 года при Поллилуре и 18 февраля 1782 года при Анегунди, и положение англичан стало критическим. Однако Британской Ост-Индской компании удалось подкупить союзников Майсура — Хайдарабад и маратхов, и таким образом переломить невыгодную для себя ситуацию.

### Правитель Майсура
В разгар Второй англо-майсурской войны 7 декабря 1782 года умер Хайдер Али; Типу Султан оперативно вернулся к Майсур, где победил своего брата Абдул Карима и 22 декабря взошёл на престол. Положение майсурцев несколько улучшилось после прибытия им на помощь в 1782 году французской эскадры. В 1783 году Типу окружил и взял в плен армию Мэтьюса в Беднуре. Однако заключение в 1783 году Версальского мирного договора между Англией, Францией и Испанией лишило Майсур помощи французов, заставив индийское княжество начать собственные переговоры с англичанами. Завершением войны была попытка майсурских войск отбить захваченный англичанами порт Мангалор — тот сдался лишь в январе 1784 года, когда половина личного состава британского гарнизона погибла от голода и цинги. Через год после смерти отца Типу Султан заключил 11 марта 1784 года с англичанами Мангалорский договор, предусматривавший сохранение статус-кво, обмен захваченными территориями и пленными. Это был последний раз, когда индийские власти диктовали условия британцам.

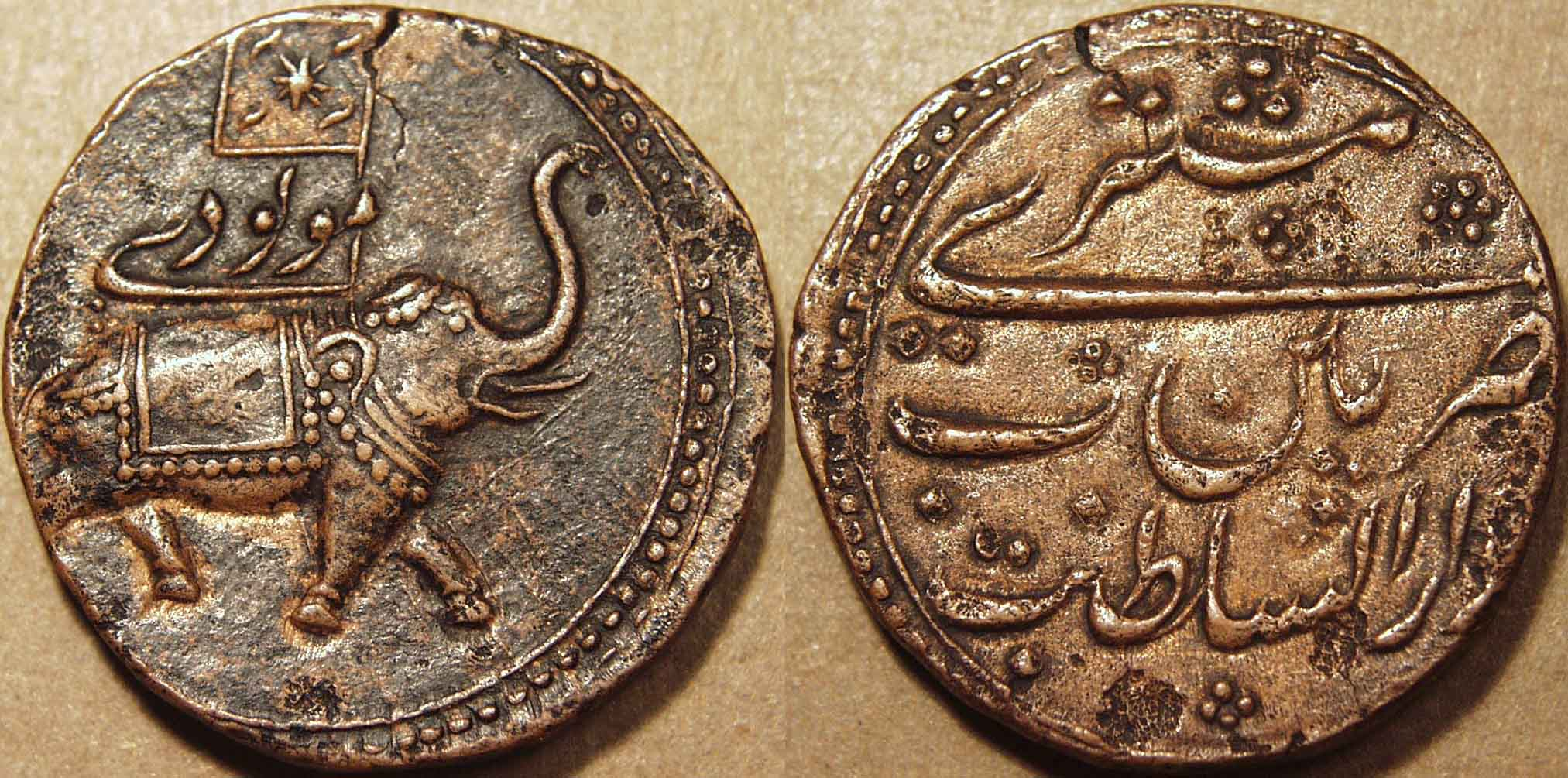
При Типу Султане чеканились новые монеты наподобие этих медяков. Слева — изображение эмблемы Майсурского султаната.

Типу провёл ряд административных реформ в Майсуре. Он продолжил модернизацию регулярной армии, содержал в ней медицинскую службу и школы для солдат, исправно выплачивал военнослужащим жалование, а раненым, семьям погибших и ветеранам — пенсии. Впервые в истории Индии администрации была разделена на военную, гражданскую и судебную. Типу Султан развивал на своих владениях инфраструктуру, торговлю и промышленность: сооружались многочисленные дороги, плотины, общественные здания, развивалась сеть торговых факторий на побережье Аравийского моря и Персидского залива, а главное — создавались государственные мануфактуры по производству шёлка, сахара, бумаги, пороха, ножей, ножниц, мушкетов. Благодаря этому начался бум производства майсурского шёлка, налаживалась торговля перцем, лесом, лошадьми. Много внимания уделялось системе образования. При Типу был введён новый лунно-солнечный календарь и новая систему мер и весов на основе французских. Он также поощрял расширение использования своими подданными языков персидского и урду.
Предпринятые Типу усилия по модернизации страны дали свои плоды. На море был создан майсурский военный флот из нескольких десятков боевых кораблей, обшитых медью по совету французского адмирала Сюффрена. Фабрики по производству снаряжения в Беднуре делали 20 тысяч мушкетов и пушек ежегодно, а майсурская кавалерия — 12 тысяч регулярных конников (аскар) и сходное количество иррегулярной конницы (сувары) — считалась самой эффективной в Индии наряду с маратхской. К числу инноваций, введённых им и его отцом, относят и т. н. майсурские ракеты — при Хайдере Али в «ракетных войсках» служило 1200 солдат, а Типу Султан увеличил их численность до 5 тысяч. Ранняя реактивная артиллерия применялась Майсуром против британцев и их союзников в 1792 и 1799 годах. Дальность стрельбы её ракет достигала 2 километров, и захваченные неприятелем образцы послужили основой для ракета Конгрива, используемых Великобританией в Наполеоновских войнах.

### Внешнеполитические союзы

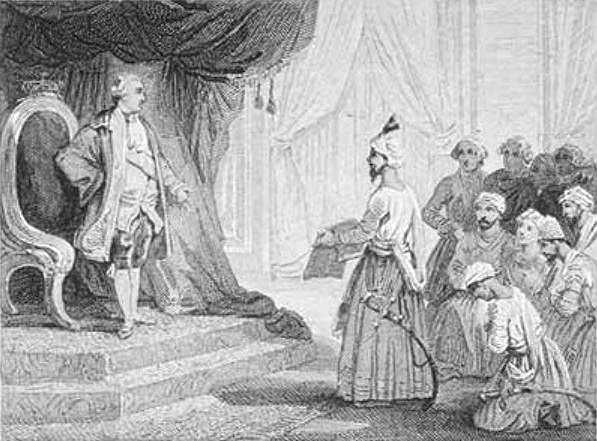
Людовик XVI принимает послов Типу Султана.

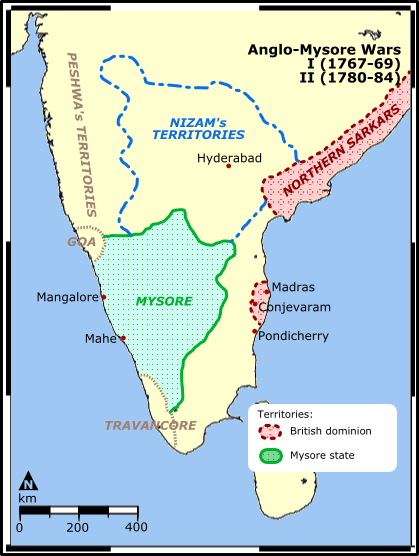
Территория Майсура в правление Хайдера Али и Типу Султана обозначена зелёным цветом.

Решив создать антибританскую коалицию, правитель Майсура направил посольства в ряд могущественных держав того времени. Он поддерживал дипломатические и торговые отношения с властителями довольно отдалённых государств — имамом Омана и султаном Маската Хамидом бин Саидом, царём бирманского Пегу Бодопайей. Помимо революционной Франции, он искал союза с правителями других индийских государств (в основном мусульманскими, но также индуистскими, включая непальского короля), а также Афганистана, Персидской и Османской империи, но по большей части тщетно. Большинство монархов региона сторонились Типу Султана, имевшего низкое происхождение, не гнушавшегося физического труда (он лично посещал мануфактуры и строителей укреплений) и разделявшего радикальные западные идеи.
Главным образом Типу рассчитывал на поддержку от падишаха Империи Великих Моголов Шаха Алама II, формальным вассалом которого он оставался, хотя и не упомянул в хутбе, когда провозглашал самого себя падишахом. Однако контролировавший доступ к Великому Моголу низам Хайдарабада Низам Али Хан пресёк эти контакты, оклеветав майсурского правителя. Среди редких исключений, вставших на сторону Типу Султана, был махараджа княжества Гвалиор Махаджи Шинде. Большим успехом обернулась миссия агентов Типу Мир-Хабибуллы и Мир Мохаммеда-Ризы, отправленных в 1796 году в Кабул для переговоров с афганским властителем Земан-Шахом Дуррани: шах в тот же год выступил против британцев и почти дошёл до Дели, но вернулся из-за персидских атак и беспорядков на родине.
В 1785 году посольство Типу Султана отправилось в Стамбул, чтобы предупредить исламский мир по поводу британских планов в Индии, оказать воздействие на политические и коммерческие союзы, сделать подношения мусульманским святыням в Аравии и добиться от османского султана Абдул-Хамида I признания Типу в качестве законного исламского владыки. Но Оттоманская Порта, сближавшаяся с Великобританией и обескровленная конфликтами с Россией и Австрией, не могла позволить себе встревать в конфликт на Индийском океане; тем не менее, переписка Типу Султана с османами, особенно с новым султаном Селимом III, продолжалась вплоть до его гибели.
Впоследствии посольство в Турцию должно было выполнить дипломатическую миссию в Париже, но задержалось в Месопотамии, и вместо него в 1787 году было послано другое посольство, непосредственно во Францию. Предоставленное французами судно, пришедшее под флагом Майсура, бросило якорь в Тулоне в июне 1788 года, откуда посольство отправилось по суше в Париж. 10 августа посланников с большой торжественностью принял король Людовик XVI. Внутренний кризис во Франции, вскоре приведший к революции, не позволил ей оказать Майсуру политической или военной поддержки, однако менее значительная просьба Типу о «семенах цветов и растений всевозможных видов, и техниках, рабочих и врачах» была принята во внимание, и когда посольство отправилось в конце года домой, его сопровождало большое количество французских специалистов: оружейники, кузнецы, гончары, стекольщики, часовщики, ткачи, а также врач, два инженера и два садовода.
Затем Типу Султан вёл переговоры с французами в 1789, 1793, 1795—1796 и 1799 годах. В разгар революции находившиеся на княжеской службе французы даже открыли в Шрирангапатнаме якобинский клуб под покровительством самого «гражданина Типу», увенчанного фригийским колпаком; клуб в Майсуре сохранился и после термидорианского переворота. В январе 1799 года Наполеон Бонапарт из Египта отправил Типу Султану письмо о готовности помочь тому в деле освобождения Индии от англичан; однако пока послание дошло через султанов Йемена и Маската только спустя полгода, что было уже слишком поздно.

### Третья и четвёртая войны с англичанами

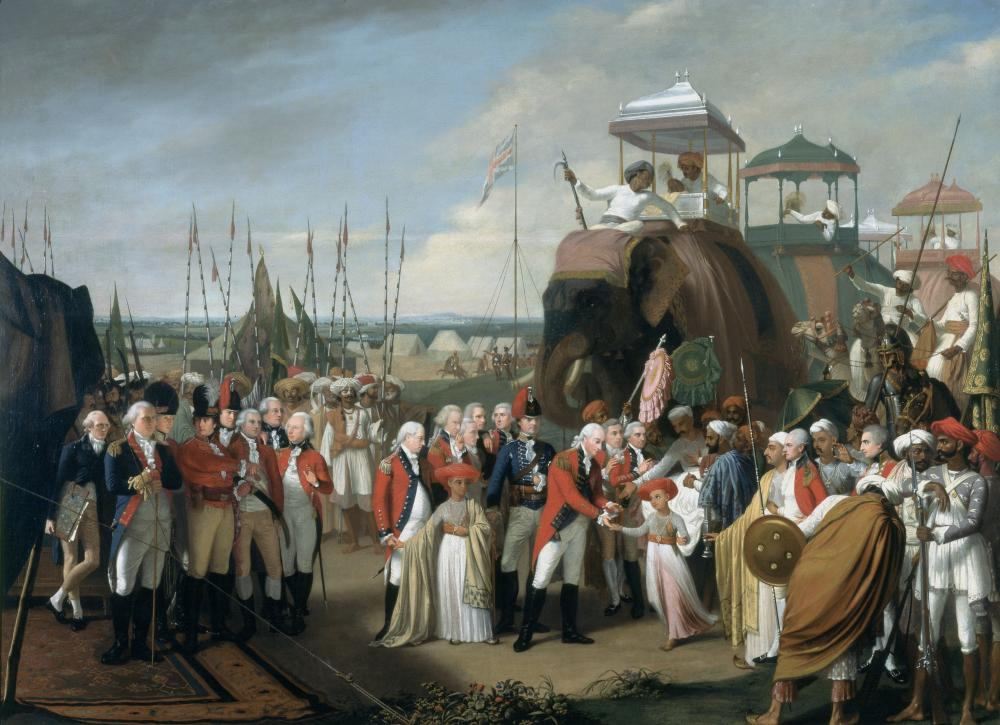
«Типу Султан отдаёт сыновей в заложники». Картина Роберта Хоума.

Унаследовав от отца государство от реки Кришна на севере до Аравийского моря на юго-западе и Восточных Гат на востоке, Типу Султан не прекращал усилий по его расширению. Он вёл многочисленные войны против своих соседей: Маратхской империи, Малабара, Кодагу, Беднура и т. д. Как правило, эти войны были со стороны Майсура завоевательными, однако и сам он подвергся вторжению маратхов в 1786 году. В этой кратковременной войне Типу, опасавшийся вмешательства Хайдарабада и Британской Ост-Индской компании, потерпел поражение. Он вынужден был отдать маратхам ранее захваченные его отцом земли к северу Майсура, а также выплачивать репарации на 4,8 миллиона рупий и ежегодную дань в 1,2 миллиона рупий. Взамен пешва Мадхав-рао II — несовершеннолетний глава Маратхского государства — признал Типу Султана законным правителем Майсура.
Для централизации своего государства Типу Султан жестко подавлял восстания в пределах своих территорий, подчас депортируя целые народы. В 1789 году он отправил войска для подавления восстания на Малабарском побережье. Многие восставшие бежали к махарадже Дхармарадже в княжество Траванкор — старый соперник Майсура. Непримиримый враг англичан, Типу Султан проигнорировал угрозы британского генерал-губернатора в Индии Чарльза Корнуоллиса, что нападение на союзный им Траванкор будет рассматриваться как объявление войны Великобритании, чем спровоцировал очередной масштабный конфликт.

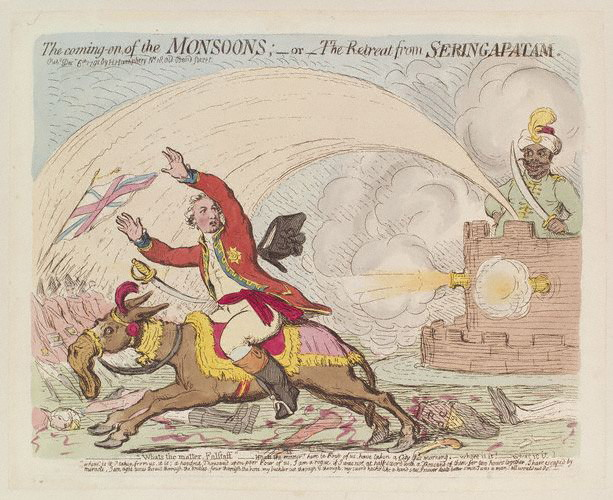
Карикатура Джеймса Джиллрэя, иллюстрирующая отступление Корнуоллиса от Серингпатама.

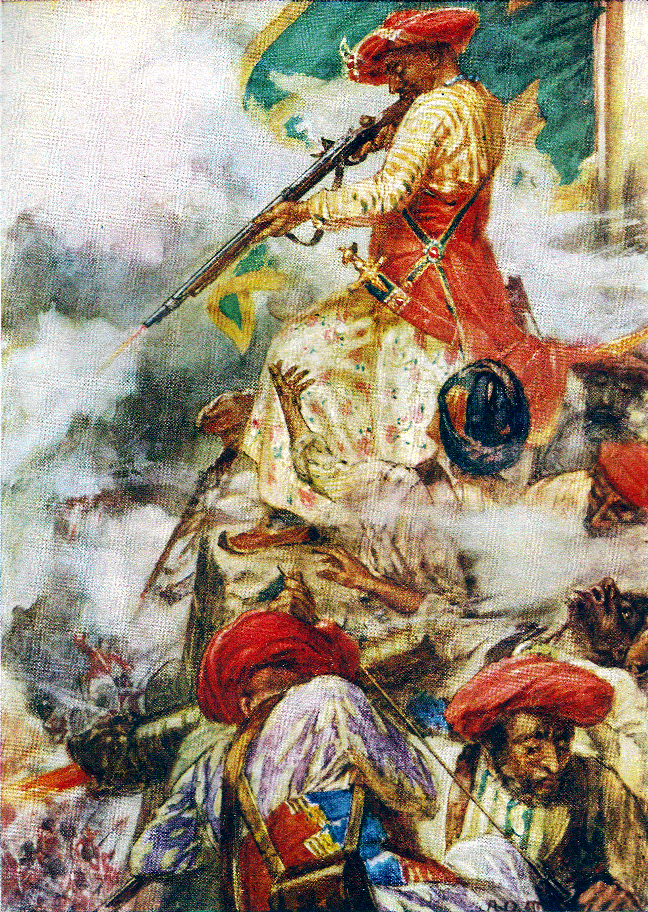
Типу Султан сражается в битве за Серингапатам.

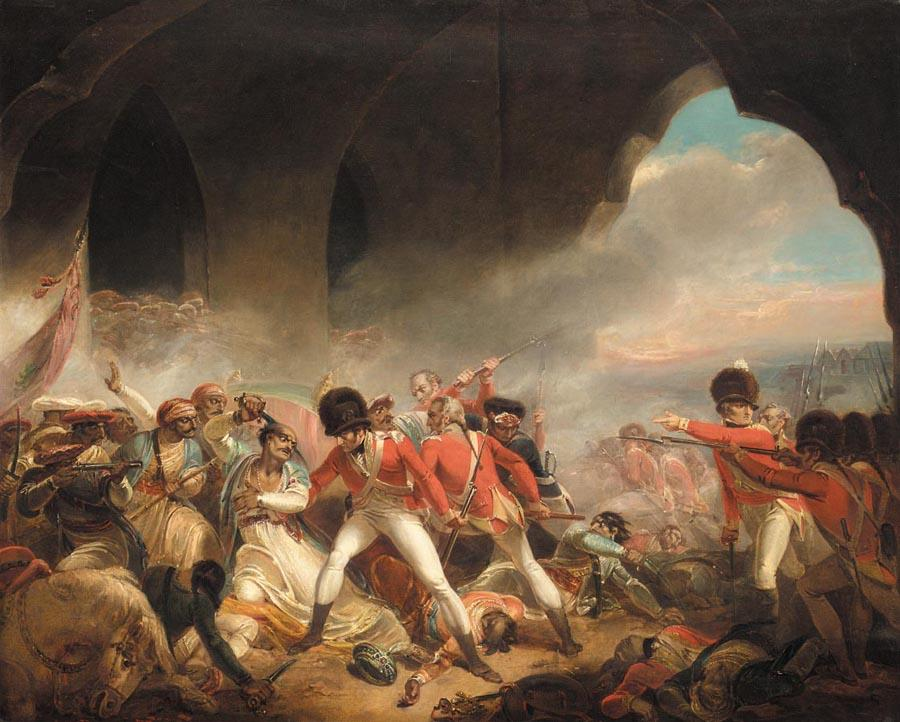
Финал англо-майсурских войн: смерть Типу-султана. Картина Генри Синглтона.

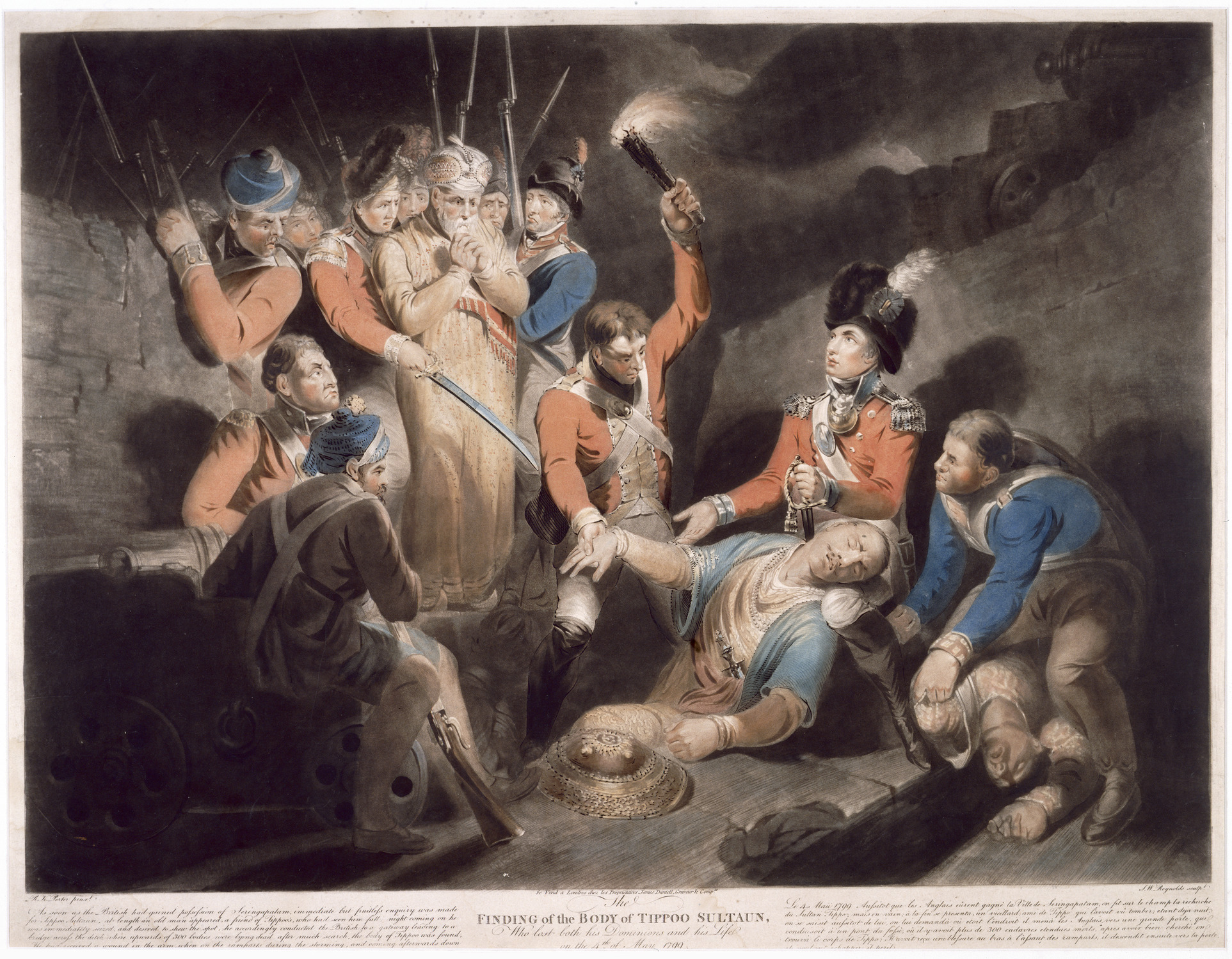
Обнаружение тела Типу Султана. Картина Сэмюэла Уильяма Рейнольдса, 1800 год.

Третья англо-майсурская война началась с атаки Типу Султана на траванкорскую линию укреплений «Недумкотта» в последние дни 1789 года. Весной 1790 года ему удалось её прорвать. Британские войска, размещавшиеся в Траванкоре по договору между раджой и Ост-Индской компанией, были слишком слабы, чтобы противостоять майсурцам, и отступили в крепость Аякотта. Однако угроза британского наступления со стороны Мадраса привела к тому, что Типу Султан оставил Траванкор, оттянув свои войска на территорию собственно Майсура. 
В сентябре 1790 года Типу Султан во главе 40-тысячной армии подошёл от Серингпатама к Сатхямангаламу. Британский гарнизон под командованием капитана Джона Флойда до 13 сентября выдерживал майсурские атаки, а затем под покровом ночи отступил, переправившись через Бхавани и отправившись на соединение с основными силами Уильяма Медоуза. Задержанный начавшимся сезоном дождей, Типу Султан отправил на преследование 15 тысяч кавалерии. Атакуя линии снабжения Медоуза и прикрывшись от него завесой, Типу Султан ввёл британцев в заблуждение, а сам с основными силами отправился на север, где 9-тысячный британский отряд из Бенгалии под командованием полковника Максвелла укрепился в Каверипаттинаме. Оказавшись не в состоянии преодолеть британские укрепления, Типу Султан 14 ноября вернулся на юг. Разграбив Тричинополли до подхода Медоуза, Типу Султан двинулся на юг сквозь Карнатик и достиг французского сеттльмента в Пондишери. Он попытался побудить французов к совместной борьбе против британцев, но тем было не до этого в связи с начинающейся революцией. 
Когда Корнуоллис собрал британскую армию в Веллуру, Типу Султану пришлось покинуть Пондишерри и подойти 5 марта 1791 года к Бангалору, где находился его гарем. Типу Султан укрепил город и снабдил гарнизон припасами, но основную армию оставил в поле. После шестинедельной осады, во время которой британцам приходилось постоянно отбивать деблокирующие удары майсурской армии, город пал. 15 мая в сражении у деревни Аракере Корнуоллис, обойдя Типу Султана с фланга, вынудил того отступить к стенам Серингпатама, однако голод в рядах британцев вынудил их снять осаду майсурской столицы (так как Типу Султан успешно перехватывал вражеских гонцов, Корнуоллис не знал истинного местоположения своих союзников маратхов, которые прибыли к городу всего через три дня после его ухода). Во второй раз английская армия подошла к Серингпатаму только 5 февраля 1792 года, и, хотя войска Типу Султана обстреляли её ракетами, взяла город в осаду. После того, как прибыл Аберкромби с Бомбейской армией, 23 февраля Типу Султан предложил начать мирные переговоры.
В результате поражения в Третьей англо-майсурской войне Типу был вынужден подписать унизительный мир, потеряв ряд ранее завоёванных территорий, таких как Малабар и Мангалор, а также уплатив немалую контрибуцию в 33 миллиона рупий, до полной выплаты которой в Мадрас в качестве заложников были отправлены двое его малолетних сыновей. С целью изыскания средств для выплаты контрибуции и обеспечения материальную базу для укрепления армии, Типу значительно поднял ставки земельного и других налогов, а также широко практиковал конфискацию земельных владений храмов и некоторых групп феодалов — для увеличения земельного фонда в государственной собственности. Все торговые операции в княжестве были поставлены под жёсткий государственный контроль.
Эти меры вызывали недовольство. Опасаясь измены индусской феодальной верхушки, Типу стал выдвигать на ключевые посты в администрации лишь мусульман, что ускорило консолидацию оппозиции в княжестве. Несмотря на все трудности, Типу всё же удалось расширить площадь обрабатываемых земель, увеличить поступления налогов в казну, открыть государственные ремесленные оружейные и другие мастерские, и в конечном счёте воссоздать боеспособную армию. В течение двух лет контрибуция была выплачена Компании, и сыновья Типу возвращены в Серингапатам.
В 1798 году Наполеон высадился в Египте, не скрывая при этом планов относительно британских колоний в Индии. Когда открылось, что Типу, пользуясь услугами случайно попавшего к нему авантюриста Рипо, состоял в переписке с французским командиром на острове Иль-де-Франс (ныне Маврикий) в Индийском океане, и недавно получил от него 150 волонтёров-республиканцев на фрегате, новый британский генерал-губернатор Ричард Уэлсли получил долгожданный повод для войны. Он мобилизовал крупную армию в 40 тысяч человек и подкупил несколько майсурских командиров обещаниями вернуть феодальные владения и привилегии, отнятые правителем; на сторону англичан переметнулся даже министр Майсура Мир Садык, ранее арестованный Типу Султаном за коррупцию, но потом прощённый.
После победы Горацио Нельсона в битва при Абукире в 1798 году, отрезавшей Наполеона в Египте от снабжения по морю, английские силы в Индии приступили к разгрому союзников Франции. Во время Четвёртой англо-майсурской войны объединённые силы британской Ост-Индской компании (Бомбейская армия Роберта Эберкромби и две группировки британской армии) и низама Хайдарабада двинулись на Майсурское княжество и после нескольких стычек с войсками Типу Султана осадили столицу — город Серингапатам. 
Типу был убит 4 мая 1799 года, защищая цитадель Серингапатама. Почти все спутники были тоже убиты в бою, за исключением тяжело раненого камердинера, который помог найти труп своего повелителя. По преданию, офицером, опознавшим тело Типу Султана, был Артур Уэлсли, будущий герцог Веллингтон. Ричард Уэлсли лично удостоверился, что его противник убит, после чего заявил свите: «Теперь Индия наша, господа!»
Хотя британцы с союзниками опустошили майсурский дворец и библиотеку, однако всё же устроили на следующий день поверженному врагу царские похороны в мавзолее Гумбаз, построенном Типу Султаном для своих родителей. Британские очевидцы подтверждали, что во время похорон разразилась жуткая гроза, из-за которой взорвался пороховой склад английской армии. 
Низложенную семью Типу Султана отправили в Калькутту. Полагая, что наваб индийского княжества Аркот Умдат уль-Умара был тайным союзником Майсура, завоеватели озаботились его отстранением от власти и, возможно, отравили. Майсурский же престол вернули прежней индусской династии Вадияров в лице малолетнего Кришнараджи Вадийяра III, навязав «субсидиарный договор», по которому Майсур становился полузависимой страной с урезанной вдвое территорией.

### Наследие и оценки

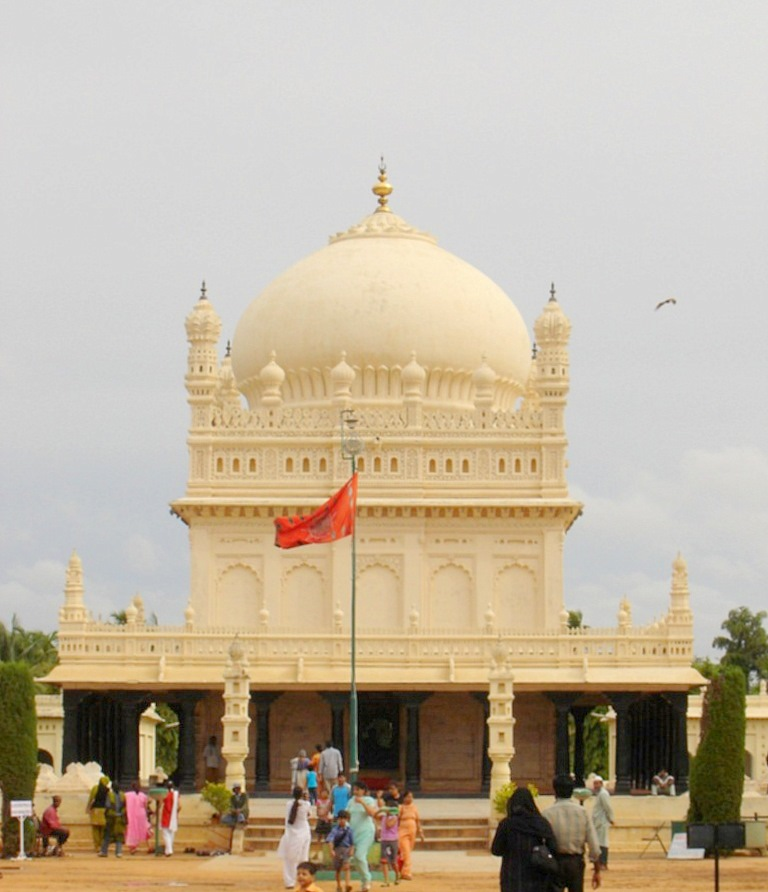
Мавзолей Гумбаз, где покоятся останки Типу Султана.

Расправы Типу над военнопленными (в особенности, не-мусульманами) превратили его в противоречивую фигуру индийской историографии. До сих пор индийские мусульмане возвеличивают его как национального героя, тогда как индуисты склонны подвергать его критике. В Пакистане, где в его честь названы три корабля ВМС, считается национальным героем.
Оценки религиозной политики Типу Султана полярны. Благожелательные авторы считают его веротерпимым правителем, ссылаясь на его задокументированную помощь 156 индуистским храмам и гневное осуждение им погрома, учинённого его врагами-маратхами в храме и матхе Шрингери. Настроенные критически, напротив, указывают на его распоряжения о принудительном обращении в ислам индусов, особенно брахманов, как и пленение, депортацию и заключение индуистов из числа наиров (из около 30 тысяч из плена вернулись лишь несколько сотен) и кодава (численность пленников оценивают от 500 до 85000).
Неоднозначным было и 15-летнее заключение мангалорских католиков. Завладев Канарой, Типу Султан, считая местных христиан пособниками своих злейших врагов, англичан, не только разрушил 27 католических церквей (все, кроме Церкви Святого Креста в Мудбидри, с раджой которого Типу Султан поддерживал дружеские отношения), но и приказал 24 февраля 1784 года задержать всех католиков, конфисковать имущество и доставить в свою столицу. По оценкам Томаса Манро, были арестованы 92 % всей мангалорской католической общины, или более 60 тысяч человек; Фрэнсис Бьюкенен-Гамильтон даёт ещё большее число — 70 тысяч. Во время длившегося полтора месяца перехода пленников через горные джунгли Западных Гат, третья часть их умерла от голода, болезней и жестокого обращения. Около 30 тысяч были насильственно обращены в ислам. Гонениям подверглись также христиане апостола Фомы из сиро-малабарской церкви, а их храмы в Малабаре и Кочине были повреждены.
Впрочем, современные индийские историки (Ирфан Хабиб, Кейт Бриттлбэнк, Мохиббул Хасан, А. С. Четти) подвергают сомнениям отчёты английских современников (вроде Киркпатрика и Марка Уилкса) о жестокостях Типу Султана как предубеждённые и призванные оправдать действия Британской империи как «освободителя» от «тирана» и «мусульманского фанатика» Типу.

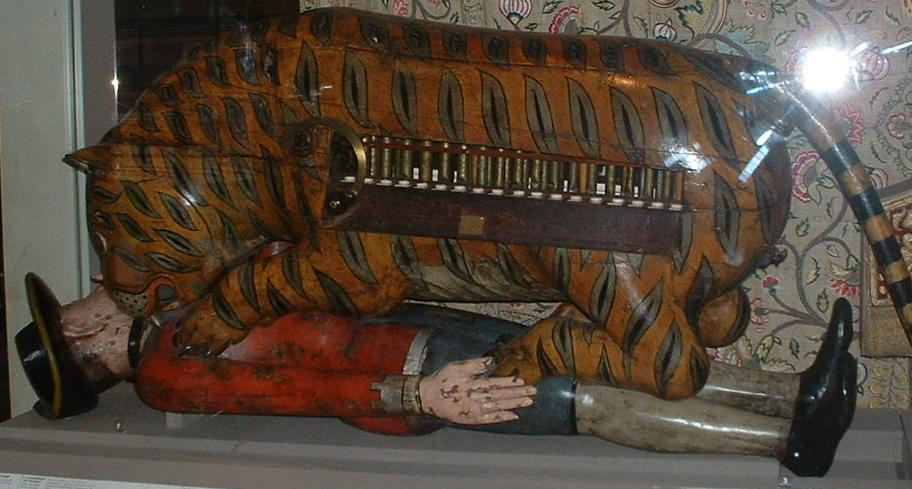
«Тигр Типу».

Типу был известен как «Тигр Майсура», используя это животное как свой символ и герб. При штурме его летней резиденции была обнаружена механическая игрушка «тигра Типу» — деревянный расписанный корпус, изображающий тигра, напавшего на британского солдата, выполненного в почти натуральную величину. Механизмы внутри тел тигра и человека позволяют деталям двигаться и имитируют звуки, а откидная створка на боковой стороне тигра содержит клавишную панель небольшого духового органа. Ныне этот механизм экспонируется в Музее Виктории и Альберта. Не менее известный легендарный меч Типу Султана, с которым в руках он и погиб, был в 2004 году выкуплен на аукционе в Лондоне индийским миллиардером Виджаем Малльей, вернувшим его на родину.
Дальними родственниками Типу Султана были суфий Инайят Хан и его дочь, принцесса-разведчица Нур Инайят Хан. Был у Типу Султана и известный родственник среди вымышленных персонажей — капитан Немо Жюля Верна. Описание падения города Серингапатама и Типу Султана является прологом романа Уилки Коллинза «Лунный камень». У Рудольфа Распе «победителем Типу Сахиба» себя провозглашает барон Мюнхгаузен. У современного автора Бернарда Корнуэлла же Типу Султана в романе «Тигр Шарпа» убивает Ричард Шарп. О Типу Султане в Индии сняты по крайней мере два телесериала.